# Palais Bernardo Nani
Le palais Bernardo Nani ou Palazzo Bernardo Nani Lucheschi est un édifice civil vénitien, situé dans le quartier Dorsoduro et surplombant le Grand Canal entre la Ca 'Rezzonico et le palais Bernardo.

## Histoire
Il a été construit au XVIe siècle par Alessandro Vittoria. À l'origine, la façade principale était la façade latérale, donnant sur les jardins où se trouve aujourd'hui la Ca 'Rezzonico.

## Architecture
Construit pendant la période de transition entre la Renaissance et le baroque, il a une façade d'une extraordinaire compacité et régularité, divisée en rez-de-chaussée, deux étages nobles et une sous pente. Suivant les préceptes de l'architecture vénitienne, il organise sa façade autour d'un axe central caractérisé par la présence de deux balcons et du portail d'eau. La façade blanche se caractérise également par la présence de deux armoiries à la hauteur du deuxième étage. Un autre élément vraiment précieux est le jardin arrière, très agréable et extraordinairement étendu en longueur, construit au XIXe siècle.